# George Katkov
Georgy Mikhailovich Katkov (Moscú, noviembre de 1903- Londres, 20 de enero de 1985) fue un historiador y filósofo británico de origen ruso.

## Biografía
Nacido el 17 o 27 de noviembre de 1903 en Moscú, por entonces parte del Imperio ruso, vivió en Kiev, para más tarde trasladarse a Centroeuropa, doctorándose en Filosofía por la Universidad de Praga en 1929; huiría de la ciudad justo antes del estallido de la Segunda Guerra Mundial, en dirección a Inglaterra.
Fue autor de obras como Untersuchungen zur Werttheorie und Theodizee (Rudolf M. Rohrer, 1937); Russia 1917: The February Revolution (Harper & Row, 1967); The Trial of Bukharin (Batsford, 1969); Lenin's Path to Power: Bolshevism and the Destiny of Russia (Macdonald, 1971), junto a Harold Shukman; o The Kornilov Affair: Kerensky and the Break-up of the Russian Army (Longman, 1980); entre otras.